# 芬冰原島峰
69°3′S 64°3′W / 69.050°S 64.050°W
芬冰原島峰（英語：Fin Nunatak），是南極洲的冰原島峰，位於帕爾默地，處於凱西冰川中游，海拔高度805米，在1928年12月20日由澳大利亞探險家發現，現時由南極條約體系管理。